# 明西寺 (調布市)
明西寺（みょうさいじ）は、東京都調布市にある浄土真宗本願寺派の寺院。

## 歴史
1622年（元和8年）、佐々木了頓の開基である。了頓は信濃国（現在の長野県）の出身で、江戸佐久間町（現在の東京都千代田区神田佐久間町）に寺を創建した。その後、1657年（明暦3年）の明暦の大火で焼失し、同宗派の築地本願寺の寺中に入った。その後昭和初期までは、築地本願寺とともに歴史を歩んだ。
1923年（大正12年）の関東大震災に罹災したため、1927年（昭和2年）に築地本願寺から分かれて、東京府北多摩郡神代村（現・東京都調布市）の現在地に移転した。

## 交通アクセス
- 仙川駅より徒歩7分。